# Аромат кукурузы
«Аромат кукурузы» (итал. Il sapore del grano, более точный перевод — «Запах хлеба») — драма итальянского режиссёра Джанни Да Кампо о пробуждающейся гомосексуальности 12-летнего подростка и его дружбе с новым школьным учителем.

## Сюжет
Лоренцо — симпатичный молодой человек, которого назначают служить школьным учителем в удалённой итальянской деревне. Он подпадает под обаяние одного из учеников: темноволосого, мечтательного 12-летнего мальчика по имени Дуилио. В то время как отношения Лоренцо с его девушкой ухудшаются, он всё больше сближается со своим учеником и часто проводит с ним время. Когда их идиллическая дружба ставится под сомнение подозрительной мачехой Дуилио, их отношения меняются. Однако Дуилио все больше нуждается в Лоренцо. Чтобы выйти из этой тупиковой ситуации Лоренцо навсегда покидает деревню.

## В ролях
- Лоренцо Лена — Лоренцо
- Марко Местринер — Дуилио
- Альба Моттура — любовница Лоренцо
- Марина Влади — мачеха Дуилио